# Fonds commun de placement dans l'innovation
 (septembre 2016).
Améliorez-le ou discutez des points à vérifier. 
Un fonds commun de placement dans l’innovation (abrégé en FCPI) est un fonds d'investissement alternatif (FIA) de droit français agréé par l’Autorité des marchés financiers (AMF) permettant à des particuliers d'investir dans le capital-investissement : 70 % de l'actif collecté (minimum réglementaire) doit être investi dans des petites et moyennes entreprises (PME) à caractère innovant et non cotées. Les PME cotées sur Alternext ou au Marché libre sont assimilées à du non coté dans la gestion des FCPI. Le pourcentage investi dans des PME cotées en bourse (hors Alternext et Marché libre) est limité à 20 % de l'actif du fonds. Les 30 % restant de l'actif collecté sont confiés à une société délégataire qui les place en société d'investissement à capital variable (SICAV) sécurisées. C'est le rendement régulier de ce type de placement qui assure l'essentiel de la performance de la formule.  
Le caractère innovant est déterminé par Oséo, ou automatique pour des PME consacrant une proportion significative de leurs ressources à des dépenses de recherche et développement. Les critères d'éligibilité prennent en compte la dépendance de l'actionnariat. L'intérêt du label attribué est double, il a valeur d'expertise pour l'extension d'une couverture. La garantie couvre jusqu'à 70 % des sommes investies qu'elles proviennent de véhicules d'investissement (FCPI) ou de business angels. Les souscripteurs appartenant à la tranche soumise à l'ISF ou non sont bénéficiaires de la garantie, elle assure la bonne fin d’un placement dans les PME innovantes. 
Ces fonds sont risqués par nature (investissement au capital d'entreprises), mais peuvent permettre d'obtenir des rendements très intéressants à long terme. À noter les premiers millésimes (1997-1999) sont pour la plupart très en deçà du capital investi, notamment en raison de l'éclatement de la bulle Internet, et ses effets sur des jeunes pousses (startups) où beaucoup de ces fonds étaient investis. L'expérience tirée de cette période a bénéficié aux organismes de placement. Le cycle de financement étant plus court (trois ans) que celui du développement commercial du support (5 à 7 ans), la valorisation intrinsèque prime dans un but de revente rapide.
Il faut cependant ne pas retenir que les performances avant liquidation du fonds (généralement cinq à dix ans après sa création), mais également celle de la société de gestion (FCPI) et celle du délégataire chargé des placements sécurisés qui sont en général loin d’être négligeables (25 à 45 % de résultats nets après abattement).
On enregistre aujourd'hui une baisse des volumes investis des particuliers dans ce type de fonds. Il semble bien que la perte de confiance soit due notamment au bilan de ces dix dernières années. Il démontre que ce mode de financement du secteur de l'innovation n'a pas permis de créer plus de richesse et d'emploi que lors des décennies précédentes. Il a tout au plus freiné la disparition des sociétés bénéficiaires. En effet ces jeunes pousses (start-ups) ont un modèle d'entreprise à risque basé sur une croissance ultrarapide.
L'AFIC et Oséo publient chaque année une étude sur les FCPI. Selon l'étude publiée en mars 2009, 4,4 milliards d'euros ont été collectés, entre 1997 et 2007, par 35 sociétés de gestion via 216 FCPI. 2,2 milliards d'euro ont d'ores et déjà été investis dans 800 entreprises innovantes,.

## Fiscalité
En France, le particulier investissant dans ce type de fonds s'ouvre le droit de réduire 25 % du montant de son investissement du montant de son impôt sur le revenu à payer. Cette réduction d'impôt est plafonnée à 2 160 € pour un célibataire, 4 320 € pour un couple (c'est-à-dire que le montant de l'investissement peut aller jusqu'à 12 000 € pour un célibataire, et 24 000 € pour un couple afin de maximiser sa réduction d'impôt). Le souscripteur bénéficie aussi d'une exonération des plus-values à la sortie (hors CSG, CRDS et prélèvements sociaux 17.2 %).
L'économie d'impôt est soumise à deux conditions :
1. la société de gestion du FCPI doit avoir investi au moins 70 % de l'actif du FCPI dans un délai de deux ans ;
2. le souscripteur doit garder ses parts au minimum cinq ans. Si elles sont cédées avant ce terme, le particulier doit rembourser l'État. Il y a cependant des exceptions à cette obligation : l'économie d'impôt n'est pas perdue si la vente fait suite à un décès, licenciement, ou une invalidité du souscripteur.

Les institutions financières qui gèrent ces titres demandent souvent également une détention plus longue (sept à dix ans) qui correspond plus à la maturité des investissements faits dans les sociétés innovantes.
Depuis le 1er janvier 2008, la loi TEPA a prévu un avantage fiscal supplémentaire applicable aux FCPI pour les contribuables assujettis à l’impôt de solidarité sur la fortune (ISF). Lors de sa demande d'agrément auprès de l'AMF, le FCPI peut s'engager à respecter un ratio minimum d'entreprises éligibles au dispositif de la loi TEPA (par exemple 70 % ou 80 % de son actif) dont 40 % au moins de sociétés de moins de cinq ans.

### Législation
Les FCPI sont régis principalement par les articles suivants :
- Principe des FCPI : Article L214-30, Code Monétaire et Financier (quotas d'entreprise innovantes)
- Réduction de l'IRPP : Article 199 terdecies-0 A, VI, Code Général des Impôts (réduction fiscale applicable aux souscriptions de parts de FCPI)
- Réduction de l'ISF : Article 885-0 V bis, Code Général des Impôts (réduction fiscale applicable aux souscriptions de parts de FCPI)

## Conditions d'investissement en FCPI
Pour investir dans FCPI, il faut que l'actif de celui-ci soit constitué au moins pour 70 % de sociétés non cotées issues de l’Union européenne disposant d'un caractère innovant. Le caractère novateur de l'activité peut concerner des entreprises de toutes tailles et de tout secteur d'activité. On trouve donc des entreprises issues des secteurs technologiques, mais aussi de secteurs plus traditionnels comme l'environnement, l’industrie agroalimentaire, les métiers de la distribution, etc.

## Comment souscrire?
Les FCPI peuvent être souscrits auprès des réseaux bancaires, des  conseils en gestion de patrimoine indépendants (CGPI), et de sites web spécialisés dans la distribution de produits financiers.
La commercialisation de FCPI par l'intermédiaire des CGPI peut s'inscrire dans des cadres réglementaires différents :
- démarchage au domicile ou sur le lieu de travail du souscripteur : le CGPI doit être détenteur d'une carte de démarchage, et la souscription doit respecter un délai de réflexion de trois jours ouvrés francs ;
- démarchage sur internet : mêmes règles;
- conseil en investissement financier : le CGPI doit avoir le statut de conseiller en investissements financiers pour pouvoir conseiller les souscripteurs dans son choix de FCPI.

Dans tous les cas, le CGPI doit recueillir des informations préalables sur son client pour vérifier que ce type d'investissement est en adéquation avec sa situation patrimoniale et son profil d'investisseur.

## Évolution
En 2011, les contribuables ont investi 15 % de moins de leur épargne dans les fonds communs de placement pour l'innovation (FCPI) ou les fonds d'investissement de proximité (FIP) : 736 millions d'euros, contre 835 millions en 2010 et 1,12 milliard en 2008. Le nombre de souscripteurs est passé à 91 000, contre 124 000 en 2010 et 145 000 en 2008.
La baisse a particulièrement concerné les ménages recourant à ces fonds pour réduire leur impôt sur le revenu (IR) : le montant investi dans ce cadre a chuté de 25 % en 2011. La tendance s’est poursuivie en 2012 avec une baisse supplémentaire de 18 %, amplifiée par le durcissement des plafonds fiscaux (plafonnement global des niches à 10 000 €) et un contexte économique moins favorable.
En revanche, les versements effectués dans le cadre de la réduction d’impôt sur la fortune (ISF) ont augmenté de 17 %, malgré la suppression de la première tranche de l’ISF en 2011. Le nombre de contribuables concernés est passé de 31 000 en 2010 à 25 500 en 2011, mais avec un montant moyen de souscription en hausse (11 900 € contre 8 400 €).
Cette tendance s’est inversée à partir de 2018 avec la suppression de l’ISF (remplacé par l’IFI), réduisant l’intérêt fiscal des FCPI et FIP pour les contribuables les plus fortunés. Depuis, la collecte s’est stabilisée à des niveaux plus modestes.
En 2023, les FCPI et FIP ont collecté environ 500 millions d’euros, soit un niveau équivalent à celui observé depuis 2020, avec environ 75 000 à 80 000 souscripteurs par an. Ces fonds continuent d’attirer une frange d’investisseurs sensibles aux dispositifs de soutien à l’innovation ou au tissu économique local, malgré un attrait fiscal diminué.